# Os Trabalhos de Persiles e Sigismunda

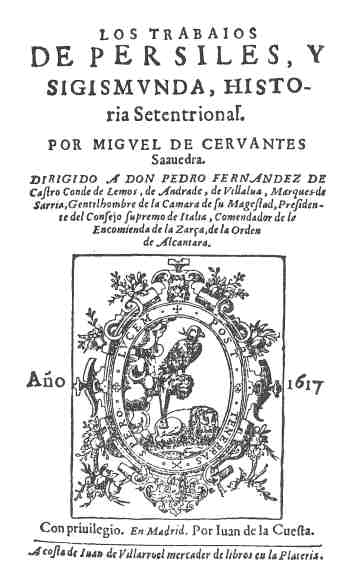
Frontispício da primeira edição (1617).

Os trabalhos de Persiles e Sigismunda é a última obra de Miguel de Cervantes, famoso autor de Dom Quixote. Publicada em 1617, um ano após a morte do autor, pertence ao subgênero do romance bizantino. Foi para Cervantes sua melhor obra, apesar de a crítica aceitar unicamente o Dom Quixote como sua magnum opus.
Nela escreveu sua dedicatória ao Conde de Lemos em 19 de abril de 1616, quatro dias antes de falecer, onde se despede da vida citando esses versos:
Puesto ya el pie en el estribo con ansias de la muerte, gran señor, esta te escribo.

## Antecendentes
Cervantes pretendeu com este relato construir uma obra narrativa cujo gênero estivesse resguardado pela prática da literatura clássica, diferente de Dom Quixote, que era apenas uma paródia de um gênero medieval. Deste modo, partia de um modelo narrativo a que recorriam as preceptivas literárias neoaristotélicas renascentistas.
Queria com ele criar para a narrativa espanhola um modelo do romance grego de aventuras adaptado a um visão do mundo católica, que seguisse o exemplo da História de Leucipe e Crilofonte, de Aquiles Tácio ou Teágenes e Caricleia, de Heliodoro. Essa última se havia descoberto no Renascimento, publicado em 1534 e traduzido em seguida às línguas mais importantes da época (para o espanhol em 1554), constituindo-se imediatamente em um referente clássico do romance a ser imitado.

## Sinopse
Narra-se um conjunto heterogênio de peripécias que, como era habitual no chamado "romance bizantino" ou "helenístico", inclui aventuras e uma separação de jovens que se enamoram e acabam se encontrando numa anagnórise ao final da obra. Nele, Periandro e Auristela (que só após o desenlace em matrimônio cristão do romance adotarão os nomes de Persiles e Sigismunda), príncipes nórdicos, peregrinam por vários lugares do mundo para acabar chegando a Roma e, juntos, contrair matrimônio.

## Crítica
Foi publicado em 1617 quase simultaneamente em Madrid, Barcelona, Lisboa, Valência, Pamplona e Paris.
A obra Filosofia antiga poética, tratado de preceptiva literária de Alonso López (Madrid, 1596) que provavelmente influenciou a teoria cervantina do romance, considerou As Etiópicas (outro nome com que foi conhecida a história de Teágenes e Caricleia) como uma obra pertencente à épica antiga, que podia ser assimilada a outros autores de narrativas heróicas, como Homero e Virgílio, com a diferença de sua escritura em prosa. É a esse tipo de gênero literário que Cervantes empreendeu em Persiles como culminação à sua obra narrativa, pois se ajustava aos modelos teóricos de prestígio. Em teoria, o Quixote pertencia ao gênero baixo da literatura por seu caráter cômico, risível e paródico; o Persiles se ajustaria ao registro sublime da preceptiva neoaristotélica, mas com um adendo, a respeito da literatura gentil ou pagã, sua assunção a uma espiritualidade cristã. Se o Quixote se concebe como um exemplo ex contrariis, o Persiles constituiria o exemplo a seguir, tentando superar os outro romances bizantinos espanhóis como o Clareo e Florisea (1552) de Alonso Núñez de Reinoso ou O peregrino em sua pátria (1604) de Lope de Vega. Cervantes, em prólogo a suas Novelas exemplares, já havia apontado que estava escrevendo o Persiles, livro que "se atreve a competir com Heliodoro". Segundo Avalle Arce, a última narração de Cervantes pretendia ser "a grande epopeia cristã em prosa, propósito que tem desorientado muitos leitores e provocoda não menos desacertos críticos".
Riley (1990) explica que as ideias sobre o livro de cavalarias ideal que o cônego de Toledo expõe no capítulo XLVII da primeira parte do Quixote podem cabalmente definir o caráter do Persiles. Cervantes estava persuadido de que sua última obra reabilitaria seu prestígio como narrador, perdido entre certos setores da crítica literária pelas insuficiências que mostrava o Quixote do ponto de vista da perspectiva erudita.